# Naked (Chanmina)
Naked è il quarto album in studio della cantante giapponese Chanmina, pubblicato il 26 aprile 2023.

## Promozione
Il disco è stato preceduto dai singoli Tokyo 4AM, Don’t Go, Mirror, You Just Walked Into My Life e dal singolo promozionale I'm Not Okay.
Il 10 aprile un remix di un suo celebre brano Bijin reinciso con la partecipazione della cantante Awich, venne pubblicato come singolo promozionale ed incluso in questo disco.
Il 26 aprile pubblica sul suo canale YouTube il video del singolo promozionale "Sunflower". Successivamente a settembre 2023 viene pubblicato come quinto singolo il brano B-List con il video musicale ed infine il brano I'm Not Okay a ottobre 2023 viene ufficializzato come sesto ed ultimo singolo dal disco, pubblicando anche il video musicale

## Tracce
1. Good
2. Red
3. 444
4. Wake Up Call
5. Don't Go (featuring ASH Island)
6. Sunflower (サンフラワー)
7. You Just Walked Into My Life
8. Naked Now
9. Mirror
10. Fuck Love
11. Miso Soup
12. B-List (B級)
13. I Heard You're Trash Now (クズになったらしいじゃん)
14. Bijin (Remix) ((美人)(with Awich))
15. TOKYO 4AM
16. Love Face
17. I'm Not Okay

## Classifiche
| Classifica (2023) | Posizione massima |
| ----------------- | ----------------- |
| Giappone          | 16                |